# Beniamino Andreatta
Beniamino Andreatta, más conocido como Nino Andreatta (Trento, 11 de agosto de 1928-Bolonia, 26 de marzo de 2007) fue un economista y político italiano.

## Biografía
Andreatta estudió Derecho en la Universidad de Padua. Después estudió Economía influido por el pensamiento de Keynes en la Universidad Católica del Sagrado Corazón de Milán y en la británica de Cambridge. Trabajó como profesor en la Universidad Católica y en las universidades de Urbino, Trento y Bolonia; fue también fundador y rector de la Universidad de Calabria.
A principios de los años 1970, Andreatta se convirtió en asesor económico del gobierno de Aldo Moro, al que había conocido en 1962. Esto favoreció su ascenso en la Democracia Cristiana, por la que ocupó un escaño en el Parlamento italiano entre 1976 y 1992 como diputado (1983-1987) y senador (1976-1983, 1987-1992). Volvió a ser miembro de la Cámara de Diputados desde 1994 hasta su muerte.
A lo largo de su carrera política, Andreatta ocupó varios cargos ministeriales: de 1979 a 1980 fue ministro de Presupuestos en el gobierno de Francesco Cossiga, de 1980 a 1982 fue ministro de Hacienda en los gobiernos de Arnaldo Forlani y Spadolini, de 1992 a 1993 fue de nuevo ministro de Presupuestos con Giuliano Amato, de 1993 a 1994 fue ministro de Asuntos Exteriores en el gobierno de Ciampi.
Sus ideas económicas influyeron en el futuro primer ministro Romano Prodi, en cuyo primer mandato, de 1996 a 1998, fue ministro de Defensa, mientras que, tras el colapso de la Democracia Cristiana, fue miembro del Partido Popular Italiano. Fue uno de los impulsores de El Olivo, un movimiento de centro izquierda liderado por el propio Prodi, Massimo D'Alema y Francesco Rutelli. Firme defensor de la Comunidad Económica Europea, más tarde Unión Europea, estrechó lazos con el entonces líder de la CDU alemana, Helmut Kohl.
El 15 de diciembre de 1999, Andreatta sufrió un ictus en su despacho en la Cámara de Diputados y permaneció en coma durante más de siete años hasta su fallecimiento el 26 de marzo de 2007 en la Policlínica Sant'Orsola de Bolonia.